# Dans les forêts de Sibérie
Dans les forêts de Sibérie je francouzsko-ruský dobrodružný film z roku 2016, který režíroval Safy Nebbou podle stejnojmenného autobiografického románu Sylvaina Tessona.

## Děj
Aby Teddy uspokojil svou potřebu svobody, rozhodne se odejít daleko od hluku světa a sám se usadí v chatce na zamrzlém břehu jezera Bajkal. Jedné noci, ztracený ve vánici, ho zachrání Alexej, Rus na útěku, který už několik let žije skrytě v sibiřském lese. Mezi oběma velmi rozdílnými muži, se zrodí zásadní přátelství.

## Obsazení
| Raphaël Personnaz   | Teddy                |
| Evgueni Sidikhine   | Alexej               |
| Vladimir Demčikov   | Miša                 |
| Alexandre Dulov     | Pavel                |
| Svetlana Oudikova   | Lludmila             |
| Natacha Chabourova  | Nataša               |
| Sergueï Oudikov     | Voloďa               |
| Igor Nelioubine     | Vladimir             |
| Andrej Vlassov      | vesničan             |
| Nina Ogdonova       | vesničanka           |
| Nikolaj Mostovčikov | Andrej               |
| Nikolaj Sergueïev   | Igor                 |
| Alyona Vladimirova  | prodavačka ve stánku |
| Anton Jakovlev      | lékař                |

## Ocenění
- César za nejlepší původní hudbu